# Epilobium subalgidum
Epilobium subalgidum är en dunörtsväxtart som beskrevs av Haussk.. Epilobium subalgidum ingår i släktet dunörter, och familjen dunörtsväxter. Inga underarter finns listade i Catalogue of Life.